# Colditz
Colditz es una miniserie dramática  de dos partes para la televisión británica de 2005, basada en el libro Colditz: The Definitive History de Henry Chancellorr. Cuenta con un elenco encabezado por Damian Lewis y Sophia Myles y fue dirigida por Stuart Orme. El guion fue escrito por Peter Morgan y Richard Cottan.

## Sinopsis
La serie cuenta varias historias de varios prisioneros de guerra, en su mayoría británicos, en la Segunda Guerra Mundial y sus intentos de escapar de Colditz.

## Reparto
- Damian Lewis - Cpl. / Teniente Nicholas McGrade
- Tom Hardy - Segundo teniente Jack Rose
- Sophia Myles - Lizzie Carter
- Laurence Fox - Capitán. Tom Willis
- James Fox - Teniente coronel Jimmy Fordham
- Timothy West como Bunny Warren
- Jason Priestley - Oficial de vuelo Rhett Barker
- Guy Henry - Capitán. Edward Sawyer
- Eve Myles - Jill

## Estreno
En noviembre de 2010, Colditz se lanzó en DVD  y Blu-rayen la Región 1 y en DVD en la Región 2 .

## Premios
En 2006, ganó el premio BAFTA Television Craft Award al mejor diseño de sonido en una ficción o entretenimiento.